# Œdipe roi (film)
Pour les articles homonymes, voir Œdipe roi (homonymie) et Œdipe (homonymie).
Pour plus de détails, voir Fiche technique et Distribution.
Œdipe roi (Edipo re) est un film maroco-italien sorti en 1967 et réalisé par Pier Paolo Pasolini. Il est inspiré de la tragédie éponyme de Sophocle (Œdipe roi), de sa suite Œdipe à Colone et plus généralement du mythe d'Œdipe. C'était son premier film en couleur.

## Synopsis

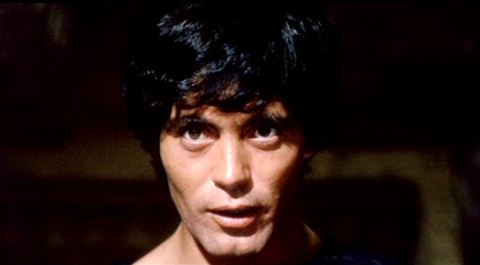
Œdipe joué par Franco Citti

Les premières scènes montrent le bonheur d'un nouveau-né jouant avec sa mère au début du XXe siècle, puis l'irruption du père jaloux en uniforme militaire, figure austère et symboliquement violente. 
On est ensuite transporté dans une Grèce antique de fantaisie. Un bébé est emmené dans le désert par un berger qui s'apprête à le tuer mais, ne pouvant s'y résoudre, fuit en abandonnant l'enfant derrière lui pieds et poings liés. Un autre berger qui passait recueille l'enfant et le présente au roi de Corinthe, Polybe, qui l'adopte avec sa femme la reine Mérope et le nomme Œdipe (ce qui signifie "pieds enflés" en grec).
Devenu adulte, le jeune homme part interroger l'oracle d'Apollon à Delphes pour connaître ses origines. L'oracle ne répond pas à sa question mais prophétise qu'il tuera son père et épousera sa mère. Désespéré et croyant toujours que Polybe et Mérope sont ses vrais parents, Œdipe décide de ne jamais retourner à Corinthe pour ne pas réaliser la prophétie. Errant dans le désert et choisissant son chemin au hasard, il tue un homme et son escorte à la suite d'une altercation. Arrivé à Thèbes, il libère la ville de l'oppression du Sphinx, ignorant l'avertissement du monstre que « l'abîme où tu me rejettes est en toi-même ». En récompense il reçoit le trône de la ville ainsi que la main de la reine Jocaste, veuve du roi Laïos.

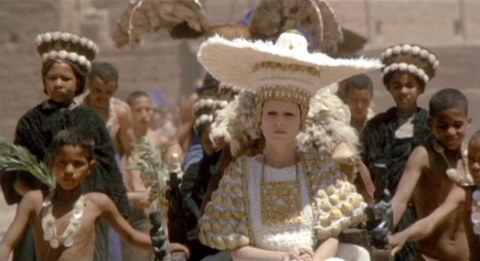
La Reine Jocaste interprété par Silvana Mangano

Dans la seconde partie du film, on retrouve la ville de Thèbes en proie à la peste. Pour lutter contre le fléau, le roi Œdipe envoie Créon, frère de la reine Jocaste, consulter de nouveau l'oracle de Delphes. Créon rapporte que selon l'oracle, la peste s'est abattue sur la ville à cause du meurtre du roi Laïos ; seule la mort ou l'exil du coupable pourra sauver Thèbes. Pour élucider le meurtre de Laïos, Œdipe fait appel au devin aveugle Tirésias, mais celui-ci refuse de parler et supplie le roi de ne pas chercher la vérité. Œdipe invective le vieillard et l'accuse d'avoir organisé le meurtre ; le devin lui révèle alors qu'il est lui-même le meurtrier, et lui reproche de ne pas voir le mal qui est en lui. Œdipe accuse son beau-frère de manigancer avec Tirésias et d'avoir rapporté une fausse prophétie pour lui prendre son trône, mais le devin lui prédit qu'il deviendra lui-même un mendiant aveugle, et lui révèle qu'il était un enfant trouvé, né à Thèbes. Œdipe le chasse violemment mais Tirésias, avant de partir, lui répète que le meurtrier est un thébain qui a épousé sa propre mère.

Refusant de croire Tirésias, Œdipe continue sa relation avec Jocaste, mais cherche toujours la vérité. Pour lui prouver que personne ne peut prédire le destin d'un homme, la reine confie à Œdipe que Laoïs est mort tué par des bandits malgré une prophétie qui annonçait qu'il serait tué par son propre fils. Troublé, Œdipe refuse toujours d'accepter la prophétie, mais retrouve le berger qui tua jadis le fils de Jocaste et Laïos pour empêcher la prophétie de s'accomplir. Ayant entendu de sa bouche qu'il n'avait pas tué l'enfant par pitié, et que le bébé fut recueilli par un berger de Corinthe, Œdipe accepte finalement la vérité mais décide, « par choix et non par destinée » de continuer à vivre avec Jocaste.

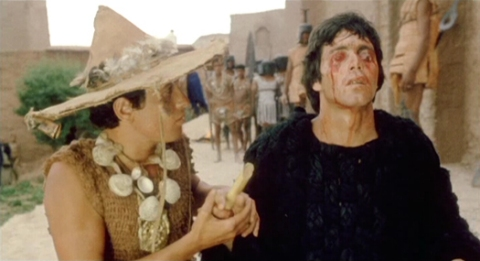
Œdipe aveugle déambulant dans Thèbes.

 Rentrant chez lui, il découvre que la reine s'est pendue, et de désespoir, se crève les yeux et quitte la ville en mendiant.
Les dernières scènes, de retour au XXe siècle, montrent un aveugle guidé par un jeune garçon, Angelo, à travers les rues d'une ville moderne (Bologne). Cet homme n'est pas nommé mais il est interprété par Franco Citti, l'acteur qui joue Œdipe dans la deuxième partie. On le voit jouer de la flûte dans le centre de la ville, sur le parvis de la cathédrale. Devant l'indifférence des bourgeois qui passent, il se fait mener par Angelo dans la banlieue industrielle, où il interprète l'air d'une chanson révolutionnaire pour les ouvriers.

## Fiche technique
- Titre français : Œdipe roi
- Titre original italien : Edipo re
- Réalisation et scénario : Pier Paolo Pasolini, inspiré par les tragédies Œdipe roi et Œdipe à Colone de Sophocle ainsi que par le mythe d'Œdipe
- Assistant réalisateur : Jean-Claude Biette et Benoît Lamy (non crédité)
- Photographie : Giuseppe Ruzzolini
- Montage : Nino Baragli
- Opérateur : Otello Spila
- Musique : le Quatuor en ut majeur K 465 de Mozart (quatuor des dissonances), chants populaires roumains, musique japonaise ancienne, Chant des martyrs.
- Décors : Luigi Scaccianoce
- Costumes : Danilo Donati
- Production : Alfredo Bini
- Sociétés de production : Arco Film, Somafis
- Pays de production :  Italie -  Maroc
- Langue originale : italien
- Tournage en extérieurs : Italie du Nord et Maroc ; en intérieurs : Studios Dino de Laurentiis Cinematografica S.p.A.
- Format : Couleurs par Technicolor - 1,85:1 - Son mono - 35 mm
- Durée : 100 minutes
- Genre : drame
- Dates de sortie :
  - Italie : 3 septembre 1967 (Mostra de Venise 1967) ; 7 septembre 1967 (Turin) ; 8 septembre 1967 (Rome) ; 16 septembre 1967 (Milan)
  - France : 9 octobre 1968

## Distribution
- Franco Citti : Œdipe / le personnage masculin de l'épilogue
- Silvana Mangano : la mère du prologue / Jocaste
- Alida Valli : Mérope
- Carmelo Bene : Créon
- Julian Beck : Tirésias
- Luciano Bartoli : le père du prologue / Laïos
- Francesco Leonetti : Serviteur de Laïos
- Ahmed Belhachmi : Polybe
- Giandomenico Davoli : Berger de Polybe
- Ninetto Davoli : Anghelos-Angelo
- Pier Paolo Pasolini : Le grand prêtre
- Jean-Claude Biette : un prêtre
- Isabel Ruth : servante de Jocaste à l'agneau

## Production

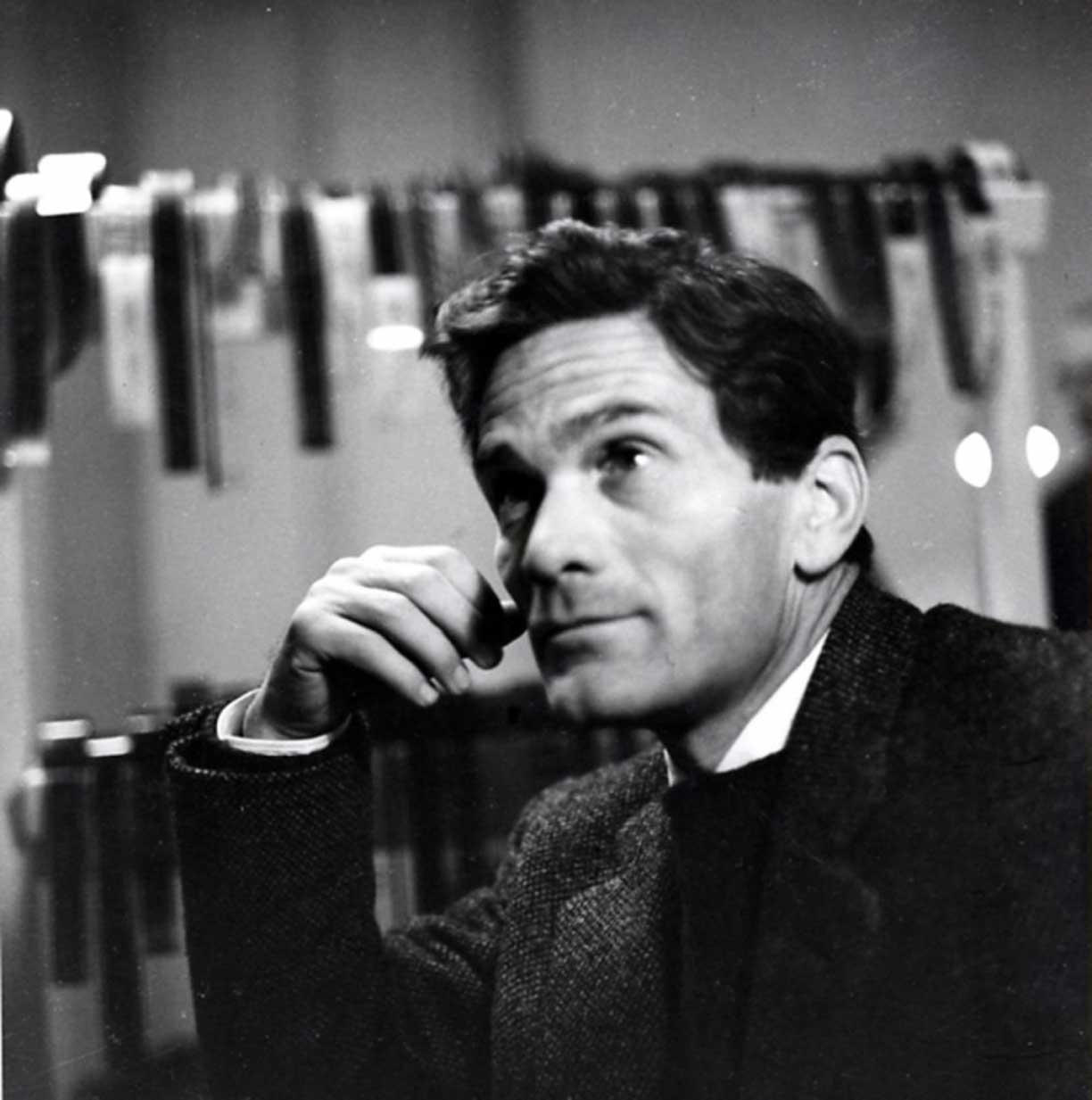
Photographie de Pier Paolo Pasolini, réalisateur d'Œdipe roi, durant le tournage de L'Évangile selon saint Matthieu.

Pasolini avait d'abord fait des repérages en Roumanie, pour s'apercevoir que l'ancienne culture agraire y était détruite encore plus rapidement que dans les pays du bloc de l'Ouest. Il en reste cependant quelque chose dans certaines illustrations musicales du film, qui a finalement été tourné au Maroc, à Ait-Ben-Haddou, Ouarzazate et Zagora. Pasolini voulait des décors archaïques, dans lesquels il ne serait pas gêné par les traces de la société industrielle (véhicules, câbles téléphoniques ou poteaux électriques, etc.) :  

« Un  Œdipe à tourner au sud du Maroc (dans une architecture archaïque et  merveilleuse, sans poteau électrique et donc sans tous les ennuis que le  tournage de l'Evangile en Italie avait rencontrés). Certains roses et certains verts  superbes ; des Berbères presque blancs, mais "étrangers", éloignés, comme devait l'être le mythe d'Œdipe pour les Grecs : non pas contemporain, mais fantasmatique... »

Choisissant pour décor des ruines antiques, il les a laissées en l'état, sans chercher à les rénover ni à utiliser des décors fictifs. Le réalisateur a ainsi conféré à son œuvre une atmosphère étrange, atemporelle et utopique, celle du rêve ou du mythe.

## Analyse

### Structure du film
« Je ne comprends pas comment, devant la moindre difficulté, le public  s'énerve — s'étonne Pasolini devant Duflot. J'ai, du reste, remarqué que la transgression  du temps chronologique dans la narration le désoriente totalement. En réalité, la chose est extrêmement simple. Le premier épisode présente un petit enfant  d'aujourd'hui, entre son père et sa mère, cristallisant ce qui est communément  appelé le "complexe d'Œdipe". Il réalise, à un âge où rien n'est  encore conscient, la première expérience de la jalousie. Et son père, pour le  punir, le prend par les pieds — accomplissant à travers le "symbole"  du sexe (les pieds) une sorte de castration. Après quoi, dans la deuxième  partie, commence la projection du mythe de ce fait psychanalytique. Œdipe roi se présente donc, dans cette deuxième partie, comme un énorme rêve du mythe qui se termine par un  réveil, avec le retour à la réalité. »

La structure pourrait donc sembler ternaire : 
1. Prologue : une famille dans l'Italie des années 1920 ;
2. Histoire d'Œdipe : dans la Grèce du mythe archaïque ;
3. Épilogue : un aveugle et son guide dans l'Italie de la fin des années 1960.

En réalité, elle est binaire, puisque la deuxième grande partie se subdivise à son tour : 
1. Prologue : une famille dans l'Italie des années 1920 ;
2. Histoire d'Œdipe a) : le mythe d'Œdipe avant la représentation qu'en donne la tragédie de Sophocle ;
3. Histoire d'Œdipe b) : le mythe d'Œdipe d'après Œdipe roi de Sophocle ;
4. Épilogue : un aveugle et son guide dans l'Italie de la fin des années 1960.

### Une fausse adaptation
L'œuvre de Pasolini n'est pas du théâtre filmé. Ce n'est pas non plus une pure et simple adaptation de l'Œdipe roi de Sophocle, puisque s'y mêlent des allusions à la vie du cinéaste (dans le Prologue et l'Épilogue), des éléments du mythe antérieurs à la représentation qu'en propose la tragédie (dans le premier mouvement de la partie centrale), et d'autres tirés d'Œdipe à Colone (Épilogue). Enfin, Pasolini a retraduit et sensiblement résumé, condensé la pièce du tragique grec dans la partie centrale (second mouvement). 

« Œdipe-Roi n'est pas un film entièrement antique. Il y a un prologue et un épilogue modernes. Le prologue, c'est l'enfance d'un petit garçon, qui pourrait être l'un d'entre nous, et qui rêve tout le mythe d'Œdipe tel que l'a raconté Sophocle, avec des éléments freudiens, bien entendu. À la fin, ce petit garçon est vieux et aveugle et il est un peu ce qu'en son temps Tirésias a été, c'est-à-dire une sorte de prophète, d'« homo sapiens », de sage, qui joue des airs sur sa flûte et parcourt le monde contemporain. La dernière scène se passe à Bologne en 1967 et là ce vieil aveugle joue un air qui rappelle l'époque bourgeoise, le monde « libéral », le monde capitaliste en somme. La deuxième scène se passe à Milan près d'une usine où se trouvent des ouvriers et là, Œdipe joue sur sa flûte des airs de la Révolution Russe. À la fin, toujours à la recherche d'un lieu nouveau où s'établir, se fixer, il retourne vers ceux où pour la première fois il a vu sa mère, et dans le film, il est accompagné par le thème musical de la mère. Je n'abandonne donc pas totalement le monde moderne avec ce film, et d'autre part, dans le mythe d'Œdipe, il y a un grand nombre de thèmes éternels, donc actuels... »

### La dimension autobiographique
Elle est sensible dès les premières scènes : le père de l'enfant du prologue est un militaire, comme celui de Pier Paolo Pasolini, sa mère, une femme de la petite bourgeoisie, comme la mère de Pasolini, qui était institutrice. Le personnage de l'épilogue est une sorte d'artiste, — ce que n'est pas Œdipe mais bien Pasolini — puisqu'il joue de la flûte, d'abord pour les passants du centre ville puis pour les ouvriers de la banlieue. L'épilogue a d'ailleurs été tourné à Bologne, ville où Pasolini s'est ouvert à la vie intellectuelle, y achetant à quinze ans ses premiers livres. Des éléments renvoyant à la vie du réalisateur se succèdent ainsi régulièrement tout le long du film. Pasolini affirmeModèle:Source imprécise :

« Ce film est autobiographique. Je raconte l'histoire de mon propre complexe d'Œdipe. Je raconte ma vie mystifiée, rendue épique par la légende d'Œdipe.
Je pense que je suis suffisamment vieux pour faire mon autobiographie, et Œdipe roi, c’est mon autobiographie. Je suis un petit-bourgeois et j’ai de la haine pour la petite-bourgeoisie, et aussi pour moi. Alors je peux parler de la petite bourgeoisie et des petits-bourgeois seulement dans la mesure où la petite-bourgeoisie devient mythique. Alors j’ai choisi le mythe d’Œdipe pour parler de moi et de mon problème, de ma psychologie de petit-bourgeois mais dans le mythe
J'ai tourné le prologue en Lombardie — dit Pasolini à Duflot — pour  évoquer mon enfance au Frioul, où mon père était officier, et la séquence  finale, ou plutôt le retour d'Œdipe poète, à Bologne, où j'ai commencé à écrire  des poèmes ; c'est la ville où je me suis retrouvé naturellement intégré dans la  société bourgeoise ; je croyais alors que j'étais un poète de ce monde, comme  si ce monde était absolu, unique, comme si n'avaient jamais existé des  divisions en classes sociales. Je croyais dans l'absolu du monde bourgeois.  Avec le désenchantement, ensuite, Œdipe laisse derrière lui le monde de la bourgeoisie et s'engage de plus en  plus dans le monde populaire, des travailleurs. Il va chanter, non plus pour la  bourgeoisie, mais pour la classe des exploités. De là, cette longue marche vers  les usines. Où, probablement, l'attend une autre désillusion... »

Il semble pourtant quelque peu abusif de parler de « film autobiographique », dans la mesure où la vie de Pasolini — dont le nom n'est pas mentionné — est seulement évoquée dans le prologue et transposée tout à fait symboliquement dans l'épilogue. Les allusions à la biographie dans la partie centrale sont encore plus indirectes et lointaines. Si cette œuvre est bien autobiographique (« C'est le plus autobiographique de mes films », confiait encore Pasolini à J. Duflot dans leurs Entretiens...), il vaudrait alors mieux parler d'« autobiographie symbolique » ou « psychanalytique ». Ce n'est pas le récit de la vie de Pasolini que nous suivons mais celui de son Œdipe, au sens freudien du terme : ses rapports privilégiés avec sa mère et la haine de son père, qui ont construit sa personnalité. 

#### L'«Œdipe» dans le film
« Dans le film, le parricide émerge davantage de l'inceste (bien sûr  émotionnellement, sinon quantitativement), mais je crois que c'est assez naturel, parce que, historiquement, je me suis placé dans un rapport de rivalité et de  haine envers mon père, et donc je suis plus libre dans ma manière de  représenter mon rapport avec lui, alors que mon amour pour ma mère est resté  quelque chose de latent. »

« La  rancœur du père envers son fils est quelque chose que j'ai ressenti plus  distinctement que le rapport entre le fils et sa mère, parce que le rapport  entre un fils et sa mère n'est pas un rapport historique : c'est un rapport  purement intérieur, privé, en dehors de l'histoire, en réalité métahistorique  et pour cette raison idéologiquement improductif, alors que ce qui fait  l'histoire est le rapport de haine et d'amour entre père et fils. Donc, naturellement, il m'a plus intéressé que celui du fils avec sa mère : j'ai  ressenti de l'amour pour ma mère, très, très profondément, et toute mon œuvre  en a été influencée, mais c'est une influence dont l'origine est en moi, dans  mon intimité et, comme je l'ai dit, plutôt en dehors de l'histoire. En fait, tout ce qu'il y a d'idéologique, de volontaire, d'actif et de pratique dans  mes actions en tant qu'écrivain dépend de ma lutte avec le père. »

Quant à l'épilogue, voici comment Pasolini le commente : 

« C'est le moment de la sublimation, comme  l'appelle Freud. Une variante du mythe, c'est qu'Œdipe finit par se retrouver au même point que Tirésias : il s'est sublimé  comme font le poète, le prophète, l'homme d'exception, d'une manière ou d'une  autre. Devenant aveugle, à travers l'autopunition, et donc à travers une  certaine forme de purification, il atteint la dimension de l'héroïsme, ou de la  poésie. »

#### Un film expressionniste?
Les acteurs jouent de façon très forcée, voire hystérique, ce qui pourrait passer pour un défaut du film ; mais ce serait oublier que l'ambition du réalisateur était justement là. En effet, Pasolini a fait de l'anti-naturalisme l'un de ses chevaux de bataille, et ce film nous le montre bien. Il privilégie l'esthétique des corps, des expressions à leur réalisme, et réussit à les transformer, comme un peintre préférant le maniérisme au réalisme. 

#### Les costumes
Les costumes ne sont pas « d'époque » : à quelques détails près, ils n'ont rien de grec et empruntent au contraire à différentes cultures, éloignées dans le temps et dans l'espace (mésopotamienne, aztèque...) ;

« Cahiers Quel parti pris avez-vous adopté en ce qui concerne les costumes, les décors, la reconstitution ? »

« Pasolini Cela a été facile. J'ai voulu représenter le mythe d'Œdipe, c'est-à-dire quelque chose se situant en dehors de l'Histoire. Selon moi, il est aussi loin de Sophocle que de nous. Dès lors un problème de reconstitution véritablement historique ne se posait plus. L'histoire d'Œdipe est un fait métahistorique. Et dans ce cas, métahistorique correspond en fait à préhistorique. Pour les costumes, j'ai donc eu recours à des images préhistoriques. J'ai consulté des livres sur la vie des Perses et des Aztèques, ainsi que sur celle des tribus africaines d'aujourd'hui, qui, elles aussi, sont mythiquement structurées. Les décors, je suis allé les trouver au Maroc. »

#### La musique
La musique n'est jamais grecque non plus. 

#### Les accessoires et le décor
L'armement est totalement fantaisiste ; l'architecture est italienne dans le prologue et l'épilogue, maghrébine (Maroc) dans la partie centrale. Ce qui intéresse Pasolini, comme il le répète à J. Duflot dans leurs entretiens, c'est le mythe dans son universalité et le rapport au sacré, que la civilisation industrielle a oublié.

#### Les couleurs
« J'ai choisi le Maroc pour Œdipe, parce qu'il n'y a là-bas que peu de couleurs — ocre, rose, brun, vert, le bleu du ciel, cinq ou six  couleurs seulement pour impressionner la pellicule. Pour faire vraiment un  beau film en couleurs, il est nécessaire d'avoir un an, un an et demi, pour  choisir les bonnes couleurs correspondant à chaque image et celles dont on a  vraiment besoin, non pas la vingtaine ou la trentaine qu'on trouve toujours au  cinéma. »

## DVD
Œdipe Roi. Un film de Pier Paolo Pasolini, avec Silvana Mangano, Franco Citti, Alida Valli, SNC, 1967/SND, 2010, coll. « Les Maîtres italiens ».
Bonus : Comizi d'amore (Enquête sur la sexualité) 88 Min réalisé par Pasolini en 1965. (Carlotta édition)

## Divers
- La tragédie de Sophocle et le film de Pasolini ont été mis au programme de la classe de Terminale Littéraire pour les années scolaires 2015-2016 et 2016-2017, dans la rubrique « littérature et langage de l'image ».
- Voici comment le B.O. présente les deux œuvres :

« Avec Œdipe Roi, Sophocle ouvre une nouvelle ère du tragique, dont les conflits ne jouent plus seulement entre l'humain et des forces divines, mais aussi entre le sujet et sa propre conscience, faisant surgir ainsi l'individu au cœur de la Cité.  L'Œdipe Roi de Pasolini s'affiche comme une réécriture de la pièce de Sophocle. Emblématique du « cinéma de poésie » théorisé par le réalisateur, le film fait de la tragédie antique l'archétype d'un questionnement sur soi, qui met aussi en jeu l'énigme de l'identité créatrice. Doublement dépaysée dans le temps et dans l'espace, la pièce y est enchâssée dans une fable autobiographique qui la réinterprète à la lumière des thèses freudiennes sur le « complexe d'Œdipe ». (…) La transposition de la pièce de Sophocle dans un univers « primitif » et « barbare » traduit, chez Pasolini, une nostalgie du sacré, dont l'oubli ou la négation fonde le tragique moderne. L'épilogue du film, inspiré d'Œdipe à Colone, l'infléchit vers une réflexion sur le collectif, de nature politique, qui tout à la fois rappelle l'origine de la tragédie et appelle une réflexion sur le rôle de l'homme, et plus particulièrement de l'artiste, au sein de la Cité. »
Voir le Bulletin Officiel no 16 du 16 avril 2015.